# قنبلة مارك 83
قنبلة مارك 83 (بالإنجليزية: Mark 83 bomb)‏ هي قنبلة غير موجهة متعددة الأعراض وذات إسقاط حر، وهي واحدة من سلسلة قنابل مارك 80 الأمريكية الصنع، تزن القنبلة نحو 1,000 رطل (460 كجم).
ويمكن توجيهها باستخدام أنظمة توجيه يتم تثبيتها بالقنابل، بحيث يستخدم ليلًا ونهاراً وفي مختلف الظروف الجوية، عبر تقنية التوجيه بنظام تحديد المواقع العالمي GPS ونظام الملاحة بالقصور الذاتي INS، ويستخدم التصوير بالأشعة تحت الحمراء لتعزيز دقة التصويب على الهدف.

## تطوير ونشر

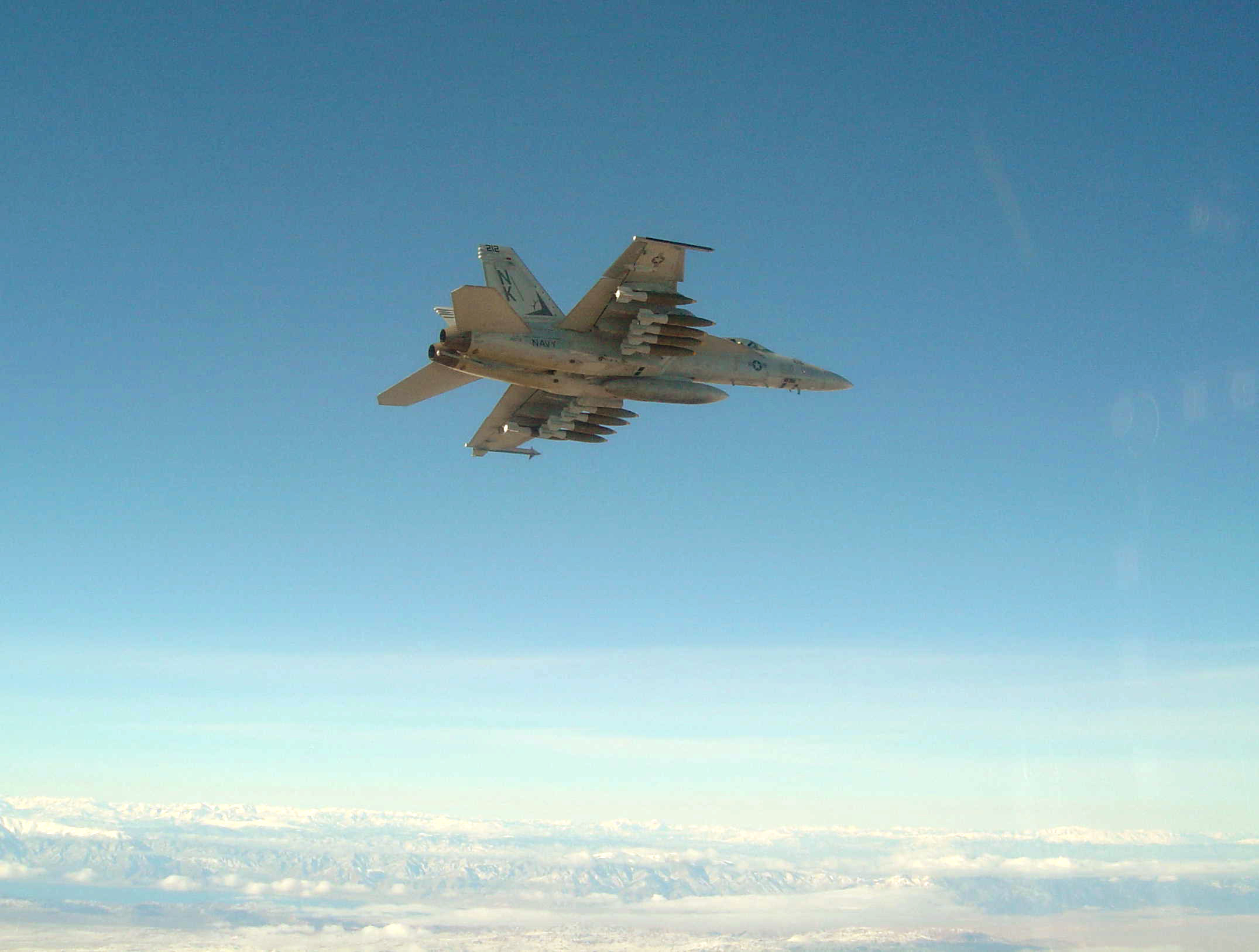
عشرة قنابل مارك 83 على طائرة تابعة للبحرية الامريكية من نوع إف/إيه-18

يبلغ وزن القنبلة الأسمي 1,000 رطل (454 كجم)، على الرغم من أن وزنها الفعلي يتراوح بين 985 رطل (447 كلغ) ورطل 1030 (468 كلغ)،  قنبله امي كي 83 ببساطة هي عبارة عن غلاف فولاذي صلب يحتوي على 445 رطل (202 كجم) من مادة شديدة الانفجار. وهي قنبلة موجهة بالليزر تستخدم ذخائر الهجوم المباشر المشترك لتحويلها إلى قنبلة ذكية تعمل في جميع الأحوال الجوية.

## وصلات خارجية
- Mk83 General Purpose Bomb
- BOMBS, FUZES, AND ASSOCIATED COMPONENTS